# Niederbuchsiten
Niederbuchsiten – miejscowość i gmina w północnej Szwajcarii, w kantonie Solura, w jednostce administracyjnej (Amtei) Thal-Gäu, w okręgu Gäu.

## Demografia
W Niederbuchsiten mieszkają 1274 osoby. W 2022 roku 16% populacji gminy stanowiły osoby urodzone poza Szwajcarią. 

## Transport
Przez teren gminy przebiega droga główna nr 268, gmina leży przy autostradzie A1.